# Роберт Емден
Роберт Емден (нім. Robert Emden; 4 березня 1862 - 8 жовтня 1940) — швейцарський фізик і астрофізик.
Родився в Санкт-Галлені. Освіту здобув в університетах Гейдельберга, Берліна і Страсбурга. У 1899-1934 працював у Вищій технічній школі в Мюнхені, був почесним професором астрофізики в Мюнхенському університеті, редактором журналу Zeitschrift fur Astrophysik, заснованого в 1930. Після приходу нацистів до влади в 1934 пішов у відставку, повернувся до Швейцарії, жив в Цюриху і продовжував наукові дослідження.
Наукові роботи присвячені застосуванню термодинаміки до астрофізичних і геофізичних проблем. Основна робота Емдена з астрофізики — знаменита монографія «Газові кулі» з'явилася в 1907. У ній розроблена теорія політропної рівноваги стосовно головним чином до внутрішніх областей зірки, а також до туманностей та інших космічних утворень і до земної атмосфери. Розглянуті Емденом політропні кулі утворюють низку зоряних моделей з послідовно збільшуваною концентрацією маси до центру. Ввів рівняння, що описує розподіл густини в політропній моделі зірки (рівняння Емдена), і табулював його рішення (функції Емдена). Теоретичні методи Емдена і розраховані ним таблиці стали основою всіх подальших досліджень з цього питання.
Був дядьком німецько-американського астрофізика Мартина Шварцшильда.
На його честь названі кратер на Місяці і рівняння Лейна—Емдена.